# كونر فرانكامب
كونر فرانكامب (من مواليد 16 يوليو 1995) هو لاعب كرة سلة أمريكي محترف لعب آخر مرة مع نادي غازي عنتاب لكرة السلة التابع لدوري كرة السلة الممتاز وكأس أوروبا لكرة السلة . لعب كرة السلة الجامعية لفريق كانساس جايهوكس وولاية ويتشيتا . تم تعيينه في الفريق الثالث مؤتمر عموم وادي ميسوري بصفته مبتدئًا، بمتوسط 9 نقاط و 3 تمريرات حاسمة في كل مباراة. دخل فرانكامب في مسودة الدوري الاميركي للمحترفين لعام 2018 ولكن لم يتم اختياره في جولتي المسودة.

## مهنة المدرسة الثانوية
لعب فرانكامب في مدرسة ويتشيتا الشمالية الثانوية في ويتشيتا، كانساس تحت قيادة المدرب غاري سكوايرز. خلال المدرسة الثانوية، كان مجندًا من فئة أربع نجوم وحصل على المرتبة رقم 46 في قائمة إسبن 100 والمرتبة 34 في قائمة فئة المنافسين لعام 2013. بصفته أحد كبار السن في ويتشيتا نورث، بلغ متوسطه 31.1 نقطة و 3.8 تمريرات حاسمة و 3.5 كرات مرتدة و 2.5 سرقة في كل مباراة، وللعام الثاني على التوالي، تم تصنيفه كواحد من أفضل خمسة لاعبين في كانساس لجميع التصنيفات من قبل ويتشيتا إيجل .

## مهنة الكلية
لعب فرانكامب لموسم واحد لفريق كانساس جايهوكس ولمدة ثلاثة مواسم مع ولاية ويتشيتا . خلال سنته الجامعية الأولى مع كانساس، كان فرانكامب لاعبًا على مقاعد البدلاء، بمتوسط 2.6 نقطة في المباراة الواحدة. وفي العام التالي، انتقل إلى ولاية ويتشيتا . خلال فترة عمله مع الفريق، تم تعيين فرانكامب في الفريق الثالث مؤتمر عموم وادي ميسوريباعتباره مبتدئًا وكان أفضل لاعب في أفضل لاعب في مؤتمر وادي ميسوري في نفس العام. بصفته أحد كبار السن، بلغ متوسطه 10.6 نقطة و2.2 تمريرة حاسمة في كل مباراة مع فريق Shockers.